# Edith Polland-Dülfer
Edith Polland-Dülfer (* 8. April 1931 in Marienbad, Tschechoslowakei; † 3. November 2018 in Mülheim an der Ruhr) war eine deutsche Künstlerin und Grafikerin.

## Leben und Werk
Polland-Dülfer nahm schon früh Zeichenunterricht und besuchte die Meisterschule für Mode in München (Studium bei Luise Braun, Barbara Beyreiß und Richard Fleissner), später folgte ihr Studium Malerei und Grafik bei Rolf Sackenheim an der Kunstakademie Düsseldorf.
Der Mülheimer Kunstverein und Kunstförderverein Rhein-Ruhr (KKRR) betreut seit 2019 ihren Nachlass.

## Ausstellungen
- 2019: Dynamik als Lebensform,  KuMuMü Kulturmuseum Mülheim an der Ruhrstraße 3

## Bibliografie
- Edith Polland-Dülfer: Portraits, Skizzen, Impressionen 1962–1969. mini Galerie am Abend (Hrsg.) Hans-Heinz Bartsch Verlag, Würzburg/Schweinfurt 1969.
- Edith Polland-Dülfer: Ansichten von Mülheim an der Ruhr. Leporello im Schuber, signierte Drucke. 1982. BN0929.